# Royal Worcester

Briefkopf einer alten Faktura

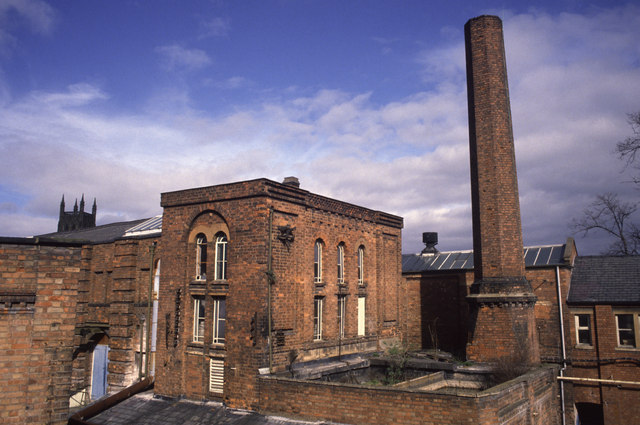
Blick auf einen Teil der Royal Worcester Manufaktur (1990)

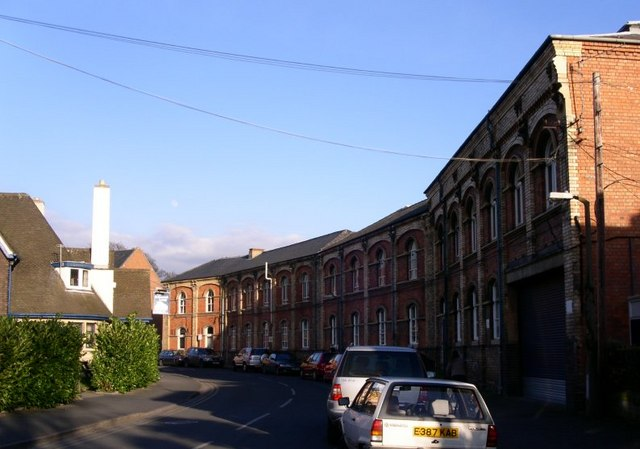
Straßenfront an der Severn Street (2006)

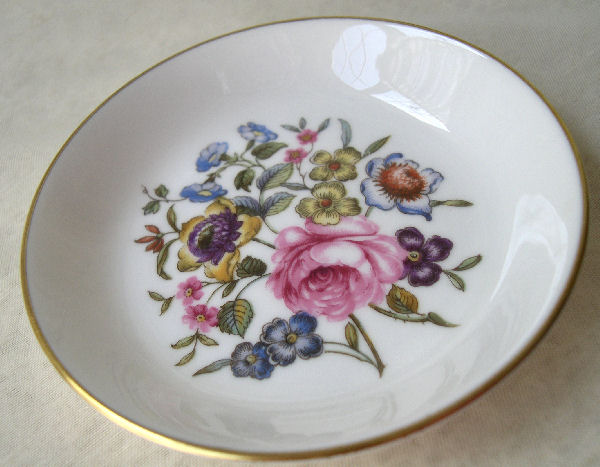
Knochenporzellanteller von Royal Worcester

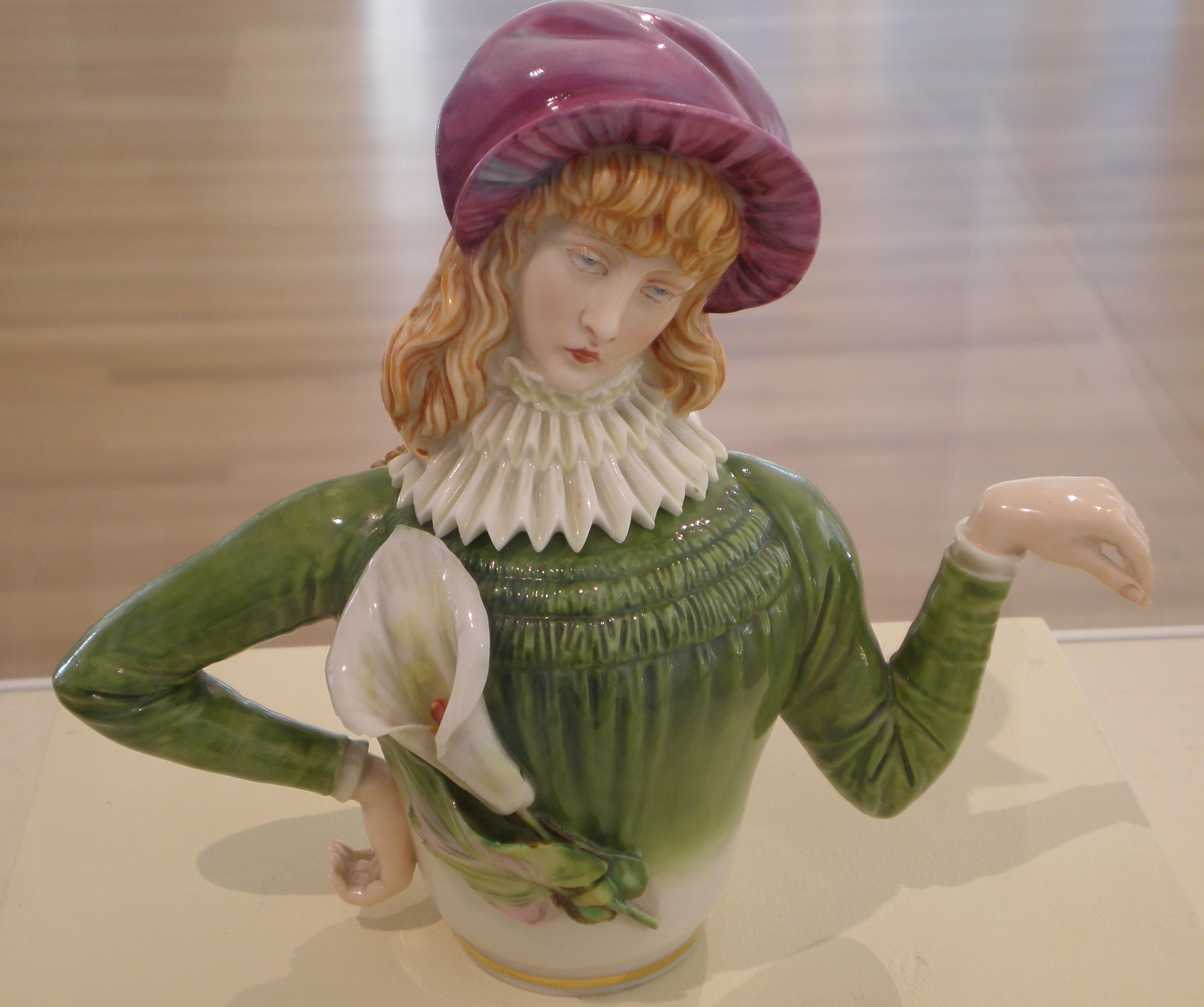
Als Frauenfigur modellierte Seite einer Teekanne, Entwurf: R. W. Binns, Ausführung: James Hadley (1881). Royal Worcester Porcelain Works, markiert 1882.

Royal Worcester ist eine traditionelle, englische Porzellanmarke aus Worcester und königlicher Hoflieferant.

## Geschichte
1751 wurde die erste Porzellanmanufaktur in Warmstry bei Worcester von Dr. Wall († 1776) und 14 weiteren Partnern gegründet. Drei Jahre später wurde der erste Ausstellungsraum in Aldersgate Street in London eröffnet. Robert Hancock erfand 1756 den Porzellandruck in Worcester. 1767 wurde ein großer Ausstellungsraum in Spring Gardens, Charing Cross eröffnet.
1770 wurde das erste königliche Abendservice für den Herzog von Gloucester, König Georg III.s Bruder, hergestellt. 1774 zog sich der Gründer Dr. Wall aus dem Geschäft aus Altersgründen zurück, sein Nachfolger als Geschäftsleiter wurde William Davis. 1783 kaufte Thomas Flight die Fabrik für seine beiden Söhne Joseph und John. 1783 gründete Robert Chamberlain eine Fabrik an der Severn Street in Worcester, die zur Konkurrenz der ursprünglichen Manufaktur wurde. Anlässlich des Besuches des Worcester Musikfestes (Vorläufer des Three Choirs Festivals) 1788 statteten König Georg III. und Königin Charlotte der Manufaktur von Flight einen Besuch ab. Auf Anraten des Königs eröffnete Flight im gleichen Jahr ein weiteres Geschäft an der prestigeträchtigen Adresse Coventry Street 1, in der Nähe von Piccadilly Circus. Auf Grund der hohen Qualität der Produkte verlieh König Georg III. im Jahre 1789 der Manufaktur Worcester den königlichen Hoflieferantentitel, mit der Erlaubnis das königliche Wappen mit der Bezeichnung „Manufacturers to their Majesties“ (Hersteller Ihrer Majestäten) öffentlich zu führen. Der Hoflieferantentitel war der erste von vielen Titeln, die im Laufe der Geschichte folgten.
1792 wurde Martin Barr Partner von Thomas Flight, 1804 gehörte die Manufaktur Martin Barr sen., Joseph Flight und Martin Barr jun. Die Eigentümerverhältnisse änderten sich erneut 1813, als Joseph Flight, Martin Barr jun. und George Barr Inhaber wurden.
1802 besuchten Admiral Nelson und Emma Hamilton die Konkurrenzmanufaktur von Chamberlain und bestellten ein großes Service. 1811 gab Chamberlain ein Buch mit 400 Entwürfen zu Ehren für den Prinzregenten heraus. 1820 experimentierte Chamberlain mit der Herstellung von Knochenporzellan (Bone China).
1830 stellte die Manufaktur von Flight, Barr & Barr das Krönungsservice von König Wilhelm IV. 1840 fusionierten schließlich die ehemaligen Konkurrenten Chamberlain und Flight & Barr zu einer gemeinsamen Worcester Porzellanmanufaktur, die Familie Barr behielt einen Aktienanteil. 1851 waren Richard William Binns und William Henry Kerr Geschäftsführer. 1851–1887 wuchs die Anzahl der Fabrikmitarbeiter von 70 auf 700 Angestellte. Die Produktion konzentrierte sich vor allem auf kleine Figuren und Vasen und führte 2.500 dekorative Gegenstände ein.
Prinzgemahl Albert schätzte Worcester Email und bestellte ein Dessertservice für Königin Victoria, welches von Thomas Bott gemalt wurde. 1862 wurde die Worcester Royal Porcelain Company unter Führung von Edward Phillips als Hauptaktionär in einer Kapitalgesellschaft formiert. Seitdem wurde das Unternehmen als Royal Worcester bekannt.
Ende des 19. Jahrhunderts erblühte das Unternehmen. 1878 beteiligte sich Royal Worcester an der Weltausstellung in Paris und stellte die Potter’s Vasen vor. 1880 malte Octar Copson das erste Exemplar der Royal Worcester fruits. 1884 statteten der Prince und die Princess of Wales Royal Worcester einen Besuch ab. 1889 kaufte Royal Worcester Grainger & Co. und 1905 Hadley & Sons.
1891 wurde Charles William Dyson Perrins Direktor von Royal Worcester. Bei der Chicago World’s Fair 1893 perfektionierte George Owen gestanztes Porzellan.
1902 schloss die Fabrik von Granger, die Mitarbeiter wurden bei Royal Worcester übernommen. 1905 wurde Hadley & Sons von Royal Worcester aufgekauft. Mit Ausbruch des Ersten Weltkrieges produzierte Royal Worcester auf Ersuchen der britischen Regierung Porzellan für Spitäler, Labore und Schulen.
1927 kaufte C. W. Dyson Perrins die Museumssammlung. 1930 kauften Harrison, Robinson & Col. Clive Royal Worcester, welche wiederum 1934 von C. W. Dyson Perrins gekauft wurde. 1931 präsentierte man eine neue Kollektion von Knochenporzellan in der Londoner Beaux Arts Gallery. Im gleichen Jahr wurde die Porzellanherstellung mit der Einführung von feuerfestem Porzellan revolutioniert.
1934 kaufte Charles Dyson Perrins das Unternehmen und wurde somit Vorstandsvorsitzender. 1935 wurden die ersten limitierten Figuren von König Georg V. und Königin Mary hergestellt. Ein Jahr später wurden die ersten Figuren von amerikanischen Vögeln von Dorothy Doughty vorgestellt, die ersten einer längeren Serie.
Während des Zweiten Weltkrieges stellte Royal Worcester Zündkerzen und Widerstände her.
1946 wurde der Dyson Perrins Museum Trust zur Pflege der Museumssammlung gegründet. 1951 besuchte Prinzessin Elisabeth die Fabrik und eröffnete das neue Museum.
1954 wurde The Worcester Royal Porcelain Co. zu einer Aktiengesellschaft umgewandelt. 1958 wurde eine Dachgesellschaft mit der Owning Palissy Pottery Ltd., Worcester Royal Porcelain Co. Ltd., Worcester Royal Porcelain Co. Canada und Royal Worcester Porcelain Inc. USA formiert. 1962 wurde das Evesham-Muster von Professor Robert Baker, Ronald van Ruyckevelt und anderen im Team gestaltet. Ronald van Ruyckevelt entwarf auch zwei große weiße Tauben für die Silberhochzeit von Königin Elisabeth II. und Prinz Philipp im Jahre 1972.
1976 fusionierte die Royal Worcester Ltd mit Carborundum Co. aus Niagara Falls zu Royal Worcester Spode Ltd. Teil der Gruppe war Spode Inc., Spode Canada Ltd, Hammersley China Ltd und Barthmann Cristall GmbH. Royal Worcester expandierte und übernahm 1983 Crystalate Ltd. In den 1980er Jahren wechselten sich die Eigentümerverhältnisse mehrmals: 1984 gehörte Royal Worcester der London International, 1988 der Derby International, 1993 der Exeter International (eine Tochter von Derby International) und 2000 der Royal Worcester and Spode.
Königin Elisabeth II. und Prinz Philipp statteten 2001 der Fabrik zu ihrem 250-jährigen Bestehen einen Besuch ab.
Auf Grund der immer stärker werdenden Konkurrenz, die in Massenfertigung billigeres Porzellan herstellen konnte, sah sich Royal Worcester gezwungen sukzessive Personal abzubauen um Kosten zu sparen. 2006 wurde nach über 250 Jahren die Produktion in Worcester komplett eingestellt. Im November 2008 ging Royal Worcester in Konkurs. April 2009 kaufte Portmeirion Pottery die Namensrechte auf Royal Worcester und Spode für £3.2 Millionen auf.

## Porzellanmuseum

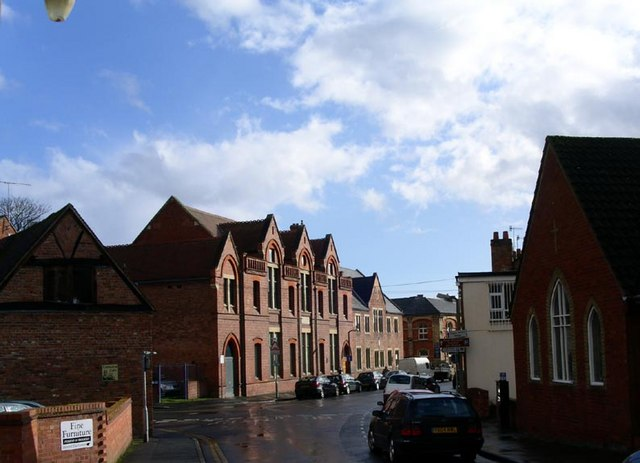
Das Worcester Porcelain Museum an der Severn Street (2006)

Das Worcester Porcelain Museum beherbergt die weltweit größte Sammlung von Worcester Porzellan. Die Keramik-Sammlungen, Archive und Aufzeichnungen der werkseigenen Produktion, bilden die primäre Quelle für die Untersuchung von Worcester Porzellan und seine Geschichte. Das Museum befindet sich neben der ehemaligen Porzellanfabrik an der Severn Street in Worcester.